# مخالفت با عادی‌سازی روابط با اسرائیل

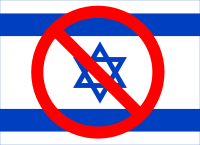
نگاره‌ایی که به رسمیت شناختن رژیم اسرائیل را نقض میکند

مخالفت با عادی‌سازی روابط با اسرائیل جنبشی است که با عادی‌سازی روابط با دولت اسرائیل در زمینه‌های مختلفی مانند سیاست، اقتصاد، فرهنگ و سایر حوزه‌ها مخالفت می‌کند. این جنبش بر این باور است که هرگونه عادی‌سازی روابط با اسرائیل باید تا زمانی که مسئله فلسطین به طور عادلانه حل شود، که شامل حق بازگشت آوارگان فلسطینی و تأسیس دولت فلسطینی مستقل در سرزمین‌های اشغالی اسرائیل در سال ۱۹۶۷ است، رد شود.

## زمینه تاریخی
مخالفت با عادی‌سازی روابط با اسرائیل ریشه در مراحل اولیه منازعه عربی-اسرائیلی دارد، به‌ویژه پس از اشغال فلسطین توسط اسرائیل در سال ۱۹۴۸ و جنگ ۱۹۶۷. این مخالفت پس از توافقات کمپ دیوید در سال ۱۹۷۸ که موجب امضای پیمان صلح میان مصر و اسرائیل شد، قوت گرفت و باعث محکومیت بسیاری از کشورهای عربی و واکنش منفی در برابر توافقات صلح گردید. در سال ۱۹۹۳، توافقات اسلو بین اسرائیل و سازمان آزادی‌بخش فلسطین (ساف) نیز تقسیمات زیادی در افکار عمومی عربی و مسلمان ایجاد کرد.

## انواع عادی‌سازی
مخالفان عادی‌سازی روابط تنها به مخالفت با عادی‌سازی روابط دیپلماتیک محدود نمی‌شوند بلکه سایر انواع عادی‌سازی، از جمله موارد زیر را نیز رد می‌کنند:
- عادی‌سازی سیاسی: شامل تأسیس سفارتخانه‌ها و دیدارهای دیپلماتیک سطح بالا بین کشورهای عربی و اسرائیل است که به عنوان شناسایی اشغالگری اسرائیل تلقی می‌شود.
- عادی‌سازی اقتصادی: شامل توافق‌های تجاری و سرمایه‌گذاری بین کشورهای عربی و اسرائیل، به‌ویژه پس از توافقات ابراهیم است که روابط اسرائیل با چندین کشور عربی را عادی کرد.
- عادی‌سازی فرهنگی: شامل حضور هنرمندان عرب در رویدادهای اسرائیل یا برگزاری رویدادهای فرهنگی مشترک است که از نظر برخی به عنوان نقض تحریم فرهنگی اسرائیل تلقی می‌شود.
- عادی‌سازی آموزشی: شامل همکاری دانشگاهی بین دانشگاه‌های عربی و اسرائیلی است که در سال ۲۰۰۴ توسط کمپین فلسطینی برای تحریم‌های فرهنگی و علمی اسرائیل (PACBI) محکوم شد.
- عادی‌سازی ورزشی: شامل حضور تیم‌های ورزشی عربی در مسابقات مشترک با اسرائیل است که به عنوان اقدامی برای پاک‌سازی چهره اسرائیل در سطح جهانی دیده می‌شود.

## دلایل مخالفت با عادی‌سازی
مخالفان عادی‌سازی استدلال می‌کنند که:
- اسرائیل از سال ۱۹۶۷ سرزمین‌های فلسطینی را اشغال کرده و حقوق بین‌الملل را نقض کرده است و به گسترش شهرک‌های غیرقانونی در کرانه باختری و قدس شرقی ادامه می‌دهد.
- سیاست‌های اسرائیل در خصوص گسترش شهرک‌های یهودی غیرقانونی در سرزمین‌های فلسطینی بر اساس قطعنامه‌های شورای امنیت سازمان ملل متحد، به‌ویژه قطعنامه ۲۳۳۴ در سال ۲۰۱۶، غیرقانونی تلقی می‌شود.
- سازمان‌های حقوق بشری مانند سازمان عفو بین‌الملل و دیده‌بان حقوق بشر سیاست‌های اسرائیل را به عنوان آپارتاید، یک سیستم تفکیک نژادی و سرکوب، توصیف کرده‌اند.
- عادی‌سازی به رژیم اشغالگری اسرائیل مشروعیت می‌بخشد و حقوق مشروع مردم فلسطین را تضعیف می‌کند و اتحاد عربی و اسلامی را در مبارزه با اشغال نابود می‌کند.
- عادی‌سازی هیچ پیشرفتی ملموس برای مردم فلسطین به ارمغان نیاورده است و به تضعیف مسئله فلسطین در سطح بین‌المللی کمک کرده است.

## جنبش‌های مخالفت با عادی‌سازی
چندین جنبش در جهان عرب و اسلامی وجود دارند که با عادی‌سازی روابط با اسرائیل مخالفت می‌کنند، از جمله:
- جنبش BDS (تحریم، خروج سرمایه‌گذاری و تحریم‌ها): این جنبش در سال ۲۰۰۵ تأسیس شد و هدف آن منزوی کردن اسرائیل از طریق اقدامات غیرخشونت‌آمیز مانند تحریم‌های اقتصادی، علمی و فرهنگی است.
- PACBI (کمپین فلسطینی برای تحریم علمی و فرهنگی اسرائیل): این جنبش در سال ۲۰۰۴ تأسیس شد و هدف آن ترویج تحریم‌های فرهنگی و علمی علیه اسرائیل در سراسر جهان است.
- جنبش‌ها در کشورهای عربی مانند اردن، تونس و مراکش: این جنبش‌ها علیه هرگونه همکاری با اسرائیل، از جمله توافقات اقتصادی و فرهنگی، مبارزه می‌کنند.

## نظر عمومی و سیاسی در مورد عادی‌سازی
با اینکه برخی از دولت‌های عربی توافق‌نامه‌هایی برای عادی‌سازی روابط با اسرائیل امضا کرده‌اند، مانند توافقات ابراهیم میان اسرائیل و امارات متحده عربی، بحرین، سودان و مراکش، نظر عمومی عربی همچنان به‌طور عمده مخالف عادی‌سازی است. طبق یک نظرسنجی که در سال ۲۰۲۲ انجام شد، ۸۴٪ از عرب‌ها با به رسمیت شناختن اسرائیل مخالفند و ۷۶٪ از تحریم اقتصادی اسرائیل حمایت می‌کنند.

## انتقادات به عادی‌سازی
منتقدان عادی‌سازی معتقدند که:
- هیچ پیشرفت ملموسی برای فلسطینی‌ها حاصل نشده است و اسرائیل به اشغال و گسترش شهرک‌ها ادامه داده است.
- عادی‌سازی باعث تقویت اشغالگری اسرائیل و تقسیم اتحادیه عرب شده است.
- عادی‌سازی موجب تضعیف همبستگی بین‌المللی با مسئله فلسطین و انحراف توجه از مبارزه برای حقوق فلسطینی‌ها شده است.
- عادی‌سازی به اسرائیل مزایای سیاسی، اقتصادی و تصویر بین‌المللی داده است بدون اینکه امتیازی به حقوق فلسطینی‌ها بدهد.

## انتقادات به جنبش‌های مخالفت با عادی‌سازی
برخی تحلیل‌گران و دانشگاهیان عادی‌سازی را گامی به سوی صلح و همکاری در منطقه می‌دانند، اما این دیدگاه به‌طور گسترده‌ای توسط کسانی که معتقدند عادی‌سازی بدون یک راه‌حل عادلانه برای مناقشه فلسطینی، اشغالگری اسرائیل را تقویت کرده و مسئله فلسطین را تضعیف می‌کند، رد می‌شود.